# Bruno Fernandes
Bruno Miguel Borges Fernandes (portugués europeo: /ˈbɾunu fɨɾˈnɐ̃dɨʃ/; Maia, Oporto, 8 de septiembre de 1994) es un futbolista portugués que juega de centrocampista en el Manchester United F. C. de la Premier League de Inglaterra.
Es conocido por su visión, pases y creatividad.

## Trayectoria

### Inicios y etapa en Italia
Nacido en Maia, Oporto, jugó la mayor parte de su etapa juvenil con el club local del Boavista Futebol Clube. El 27 de agosto de 2012 se unió a las filas del Novara Calcio italiano. Después de solo unas pocas semanas con el equipo juvenil, Fernandes fue ascendido al primer equipo, en la Serie D, y disputó algo más de la mitad de los partidos de liga durante la temporada 2012-13, ayudando a su equipo a obtener el quinto lugar y el play-off de promoción de ascenso.
En invierno firmó con el Udinese Calcio un acuerdo de copropiedad, y debutó con su nuevo club en la Serie A el 3 de noviembre, donde entró como sustituto en la segunda mitad, en la derrota por 0-3 en casa contra el Football Club Internazionale. Anotó su primer tanto en la máxima categoría el 7 de diciembre en un empate 3-3 frente a la Società Sportiva Calcio Napoli. Marcó de nuevo en el segundo partido entre las escuadras que finalizó con un empate 1-1. Sus actuaciones le convirtieron en titular del equipo si bien el club no logró grandes resultados, lo que motivaron su traspaso y dejó el club con once goles en 95 partidos disputados.
El 16 de agosto de 2016, Fernandes fue cedido a la Unione Calcio Sampdoria con compra obligatoria. Debutó en la liga doce días después, jugando seis minutos en una victoria por 2-1 en casa sobre el Atalanta Bergamasca Calcio. Fernandes anotó su primer gol en su nuevo equipo el 26 de septiembre de 2016, en una derrota por 1-2 ante el Cagliari Calcio. Cerró la temporada con cinco goles en 35 partidos, ayudando a su equipo a terminar en la décima posición en liga. Su regular progresión y el hecho de no haber disputado aún competición europea motivó un nuevo cambio de aires y regresó a Portugal.

### Consagración en Lisboa
El 27 de junio de 2017 recaló en el Sporting Clube de Portugal, a cambio de nueve millones de euros, bajo un contrato de cinco años, y una cláusula de rescisión de 100 millones. La inversión pronto se rentabilizó ya que se convirtió en uno de los pilares del equipo desde su primera temporada. Debutó en Liga de Campeones y la Liga Europa, donde logró un total de cuatro goles y siete asistencias en 14 partidos, sumando ambas competiciones. Su club alcanzó los cuartos de final, en los que fueron eliminados por el a la postre campeón del torneo, el Club Atlético de Madrid, tras un 2-1 global en la eliminatoria. En las competiciones locales quedaron por detrás de sus grandes rivales en liga, Futebol Clube do Porto y Sport Lisboa e Benfica, si bien consiguieron proclamarse vencedores de la Copa de la Liga tras vencer en la tanda de penaltis al Vitória Futebol Clube.
En la temporada siguiente el jugador aumentó considerablemente sus registros, y llegó a ser una de las referencias del fútbol portugués con apenas 23 años. Sus veinte goles en liga, desde su demarcación de centrocampista, le colocaron como segundo máximo anotador del campeonato, que sin embargo no fueron suficientes para alcanzar la segunda posición que daba acceso a la Liga de Campeones, quedando nuevamente por detrás de portuenses y benfiquistas. Su participación en la Liga Europa no pudo seguir los buenos resultados de la edición anterior y fueron eliminados en los dieciseisavos de final por el Villarreal Club de Fútbol tras un 2-1 global en la eliminatoria, de nuevo a falta de un gol. Un mes después, el 30 de marzo de 2019, con ocasión de una victoria por 3-1 como visitante frente al Grupo Desportivo de Chaves, jugó su partido número 100 con la camiseta del Sporting de Portugal.
Al término de la temporada fue el centrocampista con más goles de todas las ligas europeas con un total de 32 goles en todas las competiciones, un registro único, mientras que se proclamó vencedor nuevamente de la Copa de la Liga, y de la Copa de Portugal al vencer en esta al F. C. Porto en los penaltis.
Consagrado en el fútbol de élite, fue relacionado con varios de los clubes más prestigiosos del continente como el Real Madrid Club de Fútbol, el Manchester United Football Club, o el Tottenham Hotspur Football Club, en lo que parecía una clara salida del club lisboeta. Entre los rumores de aficionados y prensa inició su tercera temporada como «blanquiverde», anotando un gol en los tres primeros encuentros del curso.
Finalmente en el mercado invernal fue traspasado al Manchester United F. C. hasta el 30 de junio de 2024.

### Manchester United F. C.
En enero de 2020 se confirmó su traspaso al Manchester United Football Club, el cual llevaba tiempo intentando su contratación, y sobre el que declaró que siempre fue su opción favorita en caso de salir del club lisboeta.
A pesar de jugar más atrás durante parte de la temporada 2024-25, marcó 19 goles y dio 20 asistencias en 57 partidos con los diablos rojos, salvando así al equipo del descenso.

## Selección nacional

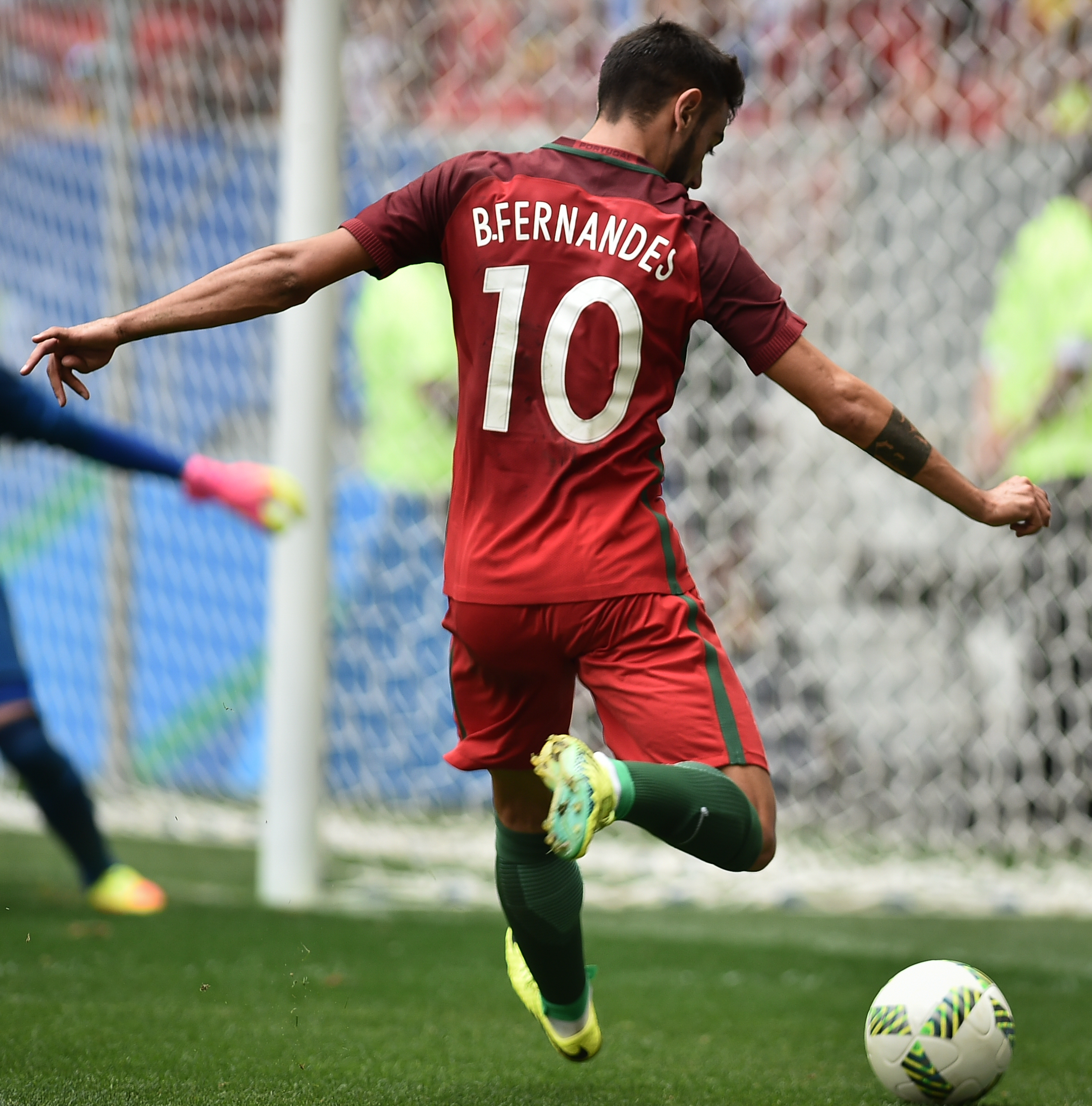
Fernandes jugando por Portugal en los Juegos Olímpicos de Río de Janeiro 2016.

Es internacional absoluto con Portugal.
El 17 de mayo de 2018 el seleccionador Fernando Santos lo incluyó en la lista de 23 para el Mundial. Casi cuatro años después fue clave para que Portugal se clasificara a la siguiente edición del torneo al marcar los dos goles del triunfo en el partido decisivo ante Macedonia del Norte. En ella volvió a anotar por partida doble en la victoria contra Uruguay que permitió al conjunto luso avanzar hacia los octavos de final.

### Participaciones en Copas del Mundo
| Mundial           | Sede  | Resultado        | Partidos | Goles |
| ----------------- | ----- | ---------------- | -------- | ----- |
| Copa Mundial 2018 | Rusia | Octavos de final | 2        | 0     |
| Copa Mundial 2022 | Catar | Cuartos de final | 4        | 2     |

### Participaciones en Eurocopas
| Copa          | Sede     | Resultado        | Partidos | Goles |
| ------------- | -------- | ---------------- | -------- | ----- |
| Eurocopa 2020 | Europa   | Octavos de final | 4        | 0     |
| Eurocopa 2024 | Alemania | Cuartos de final | 4        | 1     |

## Estilo de juego
Fernandes es un centrocampista ofensivo, siendo descrito como un jugador creativo, directo y energético, capaz tanto de encarar a la defensa como de ayudar en el ritmo y creación del juego. Debido a su estilo directo, tiende a arriesgarse con el nivel y tipo de pases que suele realizar, usualmente intentando aquellos que puedan finalizar en una ocasión de gol. En caso de perder la posesión, tiende a presionar inmediatamente al oponente. Fernandes además posee un prolífico registro de goles como mediocampista, pateando frecuentemente desde fuera del área y siendo considerado un preciso tomador de tiros libres y penaltis. Sin el balón suele rondar las zonas ofensivas de la cancha o profundizarse en el mediocampo para obtener la posesión. Además de jugar como centrocampista ofensivo, también puede ejercer un rol de mediocentro más puro, o el de un segundo delantero.

## Estadísticas

### Clubes
Actualizado al último partido disputado el 25 de mayo de 2025.
| Club                               | Div.          | Temporada     | Liga  | Liga  | Liga   | Copas nacionales | Copas nacionales | Copas nacionales | Copas internacionales | Copas internacionales | Copas internacionales | Total | Total | Total  | Media goleadora |
| Club                               | Div.          | Temporada     | Part. | Goles | Asist. | Part.            | Goles            | Asist.           | Part.                 | Goles                 | Asist.                | Part. | Goles | Asist. | Media goleadora |
| ---------------------------------- | ------------- | ------------- | ----- | ----- | ------ | ---------------- | ---------------- | ---------------- | --------------------- | --------------------- | --------------------- | ----- | ----- | ------ | --------------- |
| Novara Calcio · Italia             | 2.ª           | 2012-13       | 21    | 4     | 2      | 2                | 0                | 0                | 0                     | 0                     | 0                     | 23    | 4     | 2      | 0.17            |
| Novara Calcio · Italia             | Total club    | Total club    | 21    | 4     | 2      | 2                | 0                | 0                | 0                     | 0                     | 0                     | 23    | 4     | 2      | 0.17            |
| Udinese Calcio · Italia            | 1.ª           | 2013-14       | 24    | 4     | 6      | 4                | 0                | 0                | 0                     | 0                     | 0                     | 28    | 4     | 6      | 0.14            |
| Udinese Calcio · Italia            | 1.ª           | 2014-15       | 31    | 3     | 2      | 3                | 1                | 1                | 0                     | 0                     | 0                     | 34    | 4     | 3      | 0.12            |
| Udinese Calcio · Italia            | 1.ª           | 2015-16       | 31    | 3     | 4      | 2                | 0                | 0                | 0                     | 0                     | 0                     | 33    | 3     | 4      | 0.09            |
| Udinese Calcio · Italia            | Total club    | Total club    | 86    | 10    | 12     | 9                | 1                | 1                | 0                     | 0                     | 0                     | 95    | 11    | 13     | 0.12            |
| U. C. Sampdoria (cedido) · Italia  | 1.ª           | 2016-17       | 33    | 5     | 2      | 2                | 0                | 1                | 0                     | 0                     | 0                     | 35    | 5     | 3      | 0.14            |
| U. C. Sampdoria (cedido) · Italia  | Total club    | Total club    | 33    | 5     | 2      | 2                | 0                | 1                | 0                     | 0                     | 0                     | 35    | 5     | 3      | 0.14            |
| Sporting C. P. Portugal            | 1.ª           | 2017-18       | 33    | 11    | 8      | 9                | 1                | 3                | 14                    | 4                     | 7                     | 56    | 16    | 18     | 0.29            |
| Sporting C. P. Portugal            | 1.ª           | 2018-19       | 33    | 20    | 13     | 12               | 9                | 3                | 8                     | 3                     | 2                     | 53    | 32    | 18     | 0.60            |
| Sporting C. P. Portugal            | 1.ª           | 2019-20       | 17    | 8     | 7      | 6                | 2                | 4                | 5                     | 5                     | 3                     | 28    | 15    | 14     | 0.54            |
| Sporting C. P. Portugal            | Total club    | Total club    | 83    | 39    | 28     | 27               | 12               | 10               | 27                    | 12                    | 12                    | 137   | 63    | 50     | 0.46            |
| Manchester United F. C. Inglaterra | 1.ª           | 2019-20       | 14    | 8     | 7      | 3                | 1                | 0                | 5                     | 3                     | 1                     | 22    | 12    | 8      | 0.55            |
| Manchester United F. C. Inglaterra | 1.ª           | 2020-21       | 37    | 18    | 12     | 6                | 1                | 1                | 15                    | 9                     | 5                     | 58    | 28    | 18     | 0.47            |
| Manchester United F. C. Inglaterra | 1.ª           | 2021-22       | 36    | 10    | 6      | 3                | 0                | 1                | 7                     | 0                     | 7                     | 46    | 10    | 14     | 0.22            |
| Manchester United F. C. Inglaterra | 1.ª           | 2022-23       | 37    | 8     | 8      | 11               | 5                | 3                | 11                    | 1                     | 4                     | 59    | 14    | 15     | 0.24            |
| Manchester United F. C. Inglaterra | 1.ª           | 2023-24       | 35    | 10    | 8      | 7                | 3                | 3                | 6                     | 2                     | 2                     | 48    | 15    | 13     | 0.31            |
| Manchester United F. C. Inglaterra | 1.ª           | 2024-25       | 36    | 8     | 10     | 7                | 4                | 4                | 14                    | 7                     | 4                     | 57    | 19    | 18     | 0.33            |
| Manchester United F. C. Inglaterra | Total club    | Total club    | 195   | 62    | 51     | 37               | 14               | 12               | 58                    | 22                    | 23                    | 290   | 98    | 86     | 0.34            |
| Total carrera                      | Total carrera | Total carrera | 418   | 120   | 95     | 77               | 27               | 24               | 85                    | 34                    | 35                    | 580   | 181   | 154    | 0.31            |
| 1. 2. 3.                           |               |               |       |       |        |                  |                  |                  |                       |                       |                       |       |       |        |                 |

### Tripletes
| 1 | 5 de mayo de 2019       | Nacional, Oeiras         | Belenenses SAD - Sporting Club         |  | 1 - 8 | Primeira Liga 2018-19          |
| 2 | 14 de agosto de 2021    | Old Trafford, Mánchester | Manchester United - Leeds United F. C. |  | 5 - 1 | Premier League 2021-22         |
| 3 | 13 de marzo de 20200000 | Old Trafford, Mánchester | Manchester United - Real Sociedad      |  | 4 - 1 | Liga Europa de la UEFA 2024-25 |

## Palmarés

### Títulos nacionales
| Título           | Equipo                  | País       | Año  |
| ---------------- | ----------------------- | ---------- | ---- |
| Copa de la Liga  | Sporting C. P.          | Portugal   | 2018 |
| Copa de la Liga  | Sporting C. P.          | Portugal   | 2019 |
| Copa de Portugal | Sporting C. P.          | Portugal   | 2019 |
| Copa de la Liga  | Manchester United F. C. | Inglaterra | 2023 |
| FA Cup           | Manchester United F. C. | Inglaterra | 2024 |

### Títulos internacionales
| Título                      | Equipo (*)            | País     | Año  |
| --------------------------- | --------------------- | -------- | ---- |
| Liga de Naciones de la UEFA | Selección de Portugal | Portugal | 2019 |
| Liga de Naciones de la UEFA | Selección de Portugal | Alemania | 2025 |

(*) Incluyendo la selección.

### Distinciones individuales
| Distinción                                                          | Año     |
| ------------------------------------------------------------------- | ------- |
| Premier League Player of the Month (febrero)                        | 2019-20 |
| Premier League Player of the Month (junio)                          | 2019-20 |
| Premier League Goal of the Month (junio)                            | 2019-20 |
| Máximo goleador de la Liga Europa de la UEFA (8 goles)              | 2019-20 |
| Jugador del año Sir Matt Busby                                      | 2019-20 |
| Premier League Player of the Month (noviembre)                      | 2020-21 |
| Premier League Player of the Month (diciembre)                      | 2020-21 |
| Premier League Goal of the Month (febrero)                          | 2020-21 |
| Jugador del año Sir Matt Busby                                      | 2020-21 |
| Parte del Equipo del Año según European Sports Media                | 2020-21 |
| Máximo asistidor de la Liga de Campeones de la UEFA (7 asistencias) | 2021-22 |
| Parte de los 100 mejores jugadores del mundo según The Guardian     | 2022    |
| Premier League Player of the Month (marzo)                          | 2025    |